# Niels Laurits Høyen
Niels Laurits Anders Høyen, född den 4 juni 1798 i Köpenhamn, död där den 29 april 1870, var en dansk konsthistoriker.
Høyen blev student 1816, företog 1822-25 en studieresa samt utnämndes 1829 till professor i historia och mytologi vid konstakademin i Köpenhamn, med åliggande att föreläsa konsthistoria. 1839 blev han inspektör och sedermera direktör vid den kungliga tavelsamlingen samt kallades 1856 till professor i konsthistoria vid Köpenhamns universitet. Hans föreläsningar i allmän konsthistoria ansågs uppenbara omfattande lärdom, stort skarpsinne och fenomenal vältalighet. 
Høyens största förtjänst ligger dock i den varma, oegennyttiga kärlek, varmed han omfattade den danska konsten. Med offentligt understöd reste han - ända in i sena ålderdomen - i olika delar av Danmark, tog noga reda på även de minsta spår av inhemsk konstnärlig verksamhet och räddade därigenom många äldre minnesmärken från undergång samt gav impulsen till den kommission, som senare tillsattes för danska minnesmärkens bevarande, och i allmänhet till det varma intresse, varmed denna sak numera omfattas av såväl staten som enskilda. 
Det var huvudsakligen Høyen, som genomdrev planen till Viborgs domkyrkas ombyggande i dess ursprungliga stil. Høyen stred för en nationell anda i konsten och bidrog i betydande mån att väcka och underhålla konstnärernas kärlek till dansk natur och danskt folkliv. Hans personliga insats i sin tids kultur var mycket stort. Hans skrifter (till allra största delen studier över dansk konst) utgavs jämte levnadsteckning - Høyens levned - av J. L. Ussing (1871-76).

## Utmärkelser
- Riddare av Dannebrogorden,  1840[6]
- Dannebrogsmännens hederstecken,  1867[6]

[Redigera Wikidata]